# Jacques Bergier
Jakov Michajlovič Berger (in russo Яков Михайлович Бергер?; Odessa, 21 agosto 1912 – Parigi, 23 novembre 1978) è stato un giornalista, scrittore e ingegnere francese nato in una famiglia sovietica di origine ebraica, più noto con il suo nome francesizzato di Jacques Bergier.

## Biografia
Scrisse assieme a Louis Pauwels il best seller Il mattino dei maghi (1960), avente come sottotitolo Introduzione al Realismo Fantastico.
Segretario generale dell'Istituto Francese di Documentazione Scientifica e Tecnica, diresse la pubblicazione dell'enciclopedia scientifico-tecnica Il Leonardo (1962).
Dal suo romanzo L'espionnage scientifique (1971) venne tratta la serie televisiva francese Aux frontières du possible (Alle soglie dell'incredibile), trasmessa in 13 episodi dal 1971 al 1974.
Nel 2018 vede la luce per la prima volta in Italia la traduzione della raccolta di saggi "Admirations", con il titolo "Elogio del fantastico. Tolkien, Howard, Machen e altri demiurghi dell'immaginario". Il libro, edito dalla casa editrice il Palindromo, è a cura di Andrea Scarabelli e contiene un'introduzione di Gianfranco de Turris, oltre alle tavole degli artisti Alessandro Colombo, Simone Geraci e Giuseppe Vassallo. Nel 2019 esce, sempre a cura di Scarabelli, per Bietti, l'autobiografia intellettuale dell'Autore franco-russo: Io non sono leggenda, con introduzione di Sebastiano Fusco.
Era membro del Mensa.